# Auksencja
Auksencja – imię żeńskie pochodzenia grecko-łacińskiego, oznaczające „kwitnąca”. Pochodzi od nazwy rodowej utworzonej od gr. Auxēnōn, Auksanon, związanego z czasownikiem αυξάνω – „kwitnę”.
Istnieje przynajmniej sześciu chrześcijańskich patronów tego imienia, w tym święty Auksencjusz z Bitynii.
Auksencja imieniny obchodzi 14 lutego, 27 lutego, 13 grudnia i 18 grudnia.
Męski odpowiednik: Auksencjusz, Auksenty.